# Посёлок Опытной Станции ВНИИК
Опытной Станции ВНИИК — посёлок в Хохольском районе Воронежской области.
Входит в состав Петинского сельского поселения.

## География
Посёлок располагается недалеко от юго-западных окраин Воронежа, примерно в 2,5 км от правого берега Дона. Через посёлок проходит автодорога Воронеж — Россошь. На западе (между автодорогой и Доном) вблизи посёлка находятся сёла Орловка и Петино.

## История
Посёлок образован в 1910-е годы при опытных полях Воронежской опытной станции всероссийского научно-исследовательского института кукурузы (опытное поле «Орловка»). Это было первое в Воронежском крае общегубернское опытное сельскохозяйственное учреждение, созданное в 1911 году. Основными задачами опытного поля были научные исследования в области агрономии с учётом природно-климатических особенностей края, а также образовательно-просветительская деятельность среди крестьян. В 1914 году заметный вклад в становление станции внёс один из первых российских опытников-агрохимиков Б. М. Вельбель.
В 1916 году было преобразовано в опытную губернскую сельскохозяйственную станцию. В 1929 году станция вошла в состав Всесоюзного НИИ масличных культур; в 1935 году была передана в состав Всесоюзного НИИ свекловичного полеводства, а в 1956 году переведена в состав Всесоюзного (с 1992 года Всероссийского) НИИ кукурузы.
В 1973 и 1983 годах институтом ЦЧО Гипросельхозстрой разрабатывались проекты планировки поселка.

## Население
| 2010 |
| ---- |
| 977  |

В 2008 году численность населения поселка составляла 897 человек.

## Известные жители
- Андрей Князев — чемпион России по боксу, обладатель международных чемпионских титулов PABA и WBO Oriental[4].